# MIDAL
Die MIDAL (Mitte-Deutschland Anbindungs-Leitung) ist eine 702 Kilometer lange Erdgas-Pipeline in Deutschland.
Die MIDAL verläuft von der Nordseeküste nach Südwestdeutschland. Der Durchmesser der Ferngasleitung beträgt je nach Abschnitt 800/900 mm oder 1000 mm. Nachdem der Bau im Mai 1992 begonnen wurde, konnte die Pipeline bereits Ende 1993 in Betrieb genommen werden.
Der Hauptstrang verläuft von Rysum zum nahe Emden gelegenen Speicher Jemgum, dann zum Erdgasspeicher Rehden, von dort zur Verdichterstation Lippe, an der die WEDAL in Richtung Aachen abzweigt. Im weiteren Verlauf bindet die MIDAL bei der Verdichterstation Reckrod (Nordosthessen) an die Sachsen-Thüringen-Erdgasleitung an, die zur tschechischen Grenze bei Olbernhau im Erzgebirge führt. Von Reckrod verläuft die MIDAL in südwestliche Richtung nach Ludwigshafen, wo sie ihre Fortsetzung in der Erdgasleitung zur Erdölraffinerie Mannheim nach Jockgrim findet.
Vom nördlichen Ende der MIDAL zweigt die Rehden-Hamburg-Gasleitung in nordöstliche Richtung ab.
Der Betreiber der MIDAL ist Gascade.